# Форма (лингвистика)
Граммати́ческая фо́рма — языковой знак, в котором тем или иным грамматическим способом (иначе говоря, регулярно, стандартно) выражается грамматическое значение. В различных языках средствами выражения грамматических значений могут быть нулевые и ненулевые аффиксы, непозиционные чередования фонем (внутренние флексии), характер ударения, редупликация, служебные слова, порядок слов, интонация. В изолирующих и близких к ним языках основным способом
выражения грамматических значений слов является их синтаксическая сочетаемость.
В работах Ф. Ф. Фортунатова можно обнаружить деление грамматических форм на формы словоизменения и словообразования. Иногда выделяют также сферу «формообразования», однако её границы неясны и понимаются различным образом. Чаще всего формообразование трактуется как образование всех форм, выражающих как словоизменительные, так и несловоизменительные морфологические значения. Подчас к формообразованию относят образование форм, различающихся не номинативными (непосредственно отражающими внеязыковую действительность), а лишь синтаксическими грамматическими значениями.
А. И. Смирницкий и вслед за ним А. А. Зализняк придают термину «грамматическая форма» другое значение, понимая под ним словоизменительное грамматическое значение словоформы.

## Асимметрия в грамматических формах
В грамматических формах нередко встречается асимметрия структуры (нарушение взаимо-однозначного соответствия означаемого и означающего). Её проявлениями могут быть как широко распространенный во флективных языках синкретический способ выражения морфологических значений (так, в прилагательных русского языка значения рода, числа и падежа выражаются одной флексией), так и «избыточность» выражения значения лица глагола (флексией и личным местоимением: рус. я иду), числа и падежа имени существительного (формами самого существительного и согласуемого или координируемого слова), вопросительного значения (особой интонацией предложения, порядком слов и частицами — разрядом служебных слов).
Кроме того, возможно существование в пределах одного языка нескольких грамматических форм с одинаковым значением, ср. рус. милый-милый с редупликацией и премилый с приставкой пре-.

## Морфологическая форма
В морфологии языков, в которых присутствует словоизменение (в том числе и в русском), под морфологическими формами понимаются регулярные видоизменения слов определённых частей речи, несущие комплекс морфологических значений (или одно такое значение), например форма именительного падежа множественного числа существительного, форма 1-го лица единственного числа настоящего времени глагола, форма сравнительной степени наречия в русском языке. Среди морфологических форм выделяются:
- синтетические, или простые;
- аналитические, или сложные — представляют собой сочетание знаменательного и служебного слов (рус. буду говорить, говорил бы), функционирующее как одно слово[2].

Конкретное слово в данной морфологической форме называется словоформой. Все формы изменяемого слова составляют его парадигму.